# Idiophone
Pour un article plus général, voir Instrument de percussion.
 (mai 2016).
Si vous disposez d'ouvrages ou d'articles de référence ou si vous connaissez des sites web de qualité traitant du thème abordé ici, merci de compléter l'article en donnant les références utiles à sa vérifiabilité et en les liant à la section « Notes et références ».

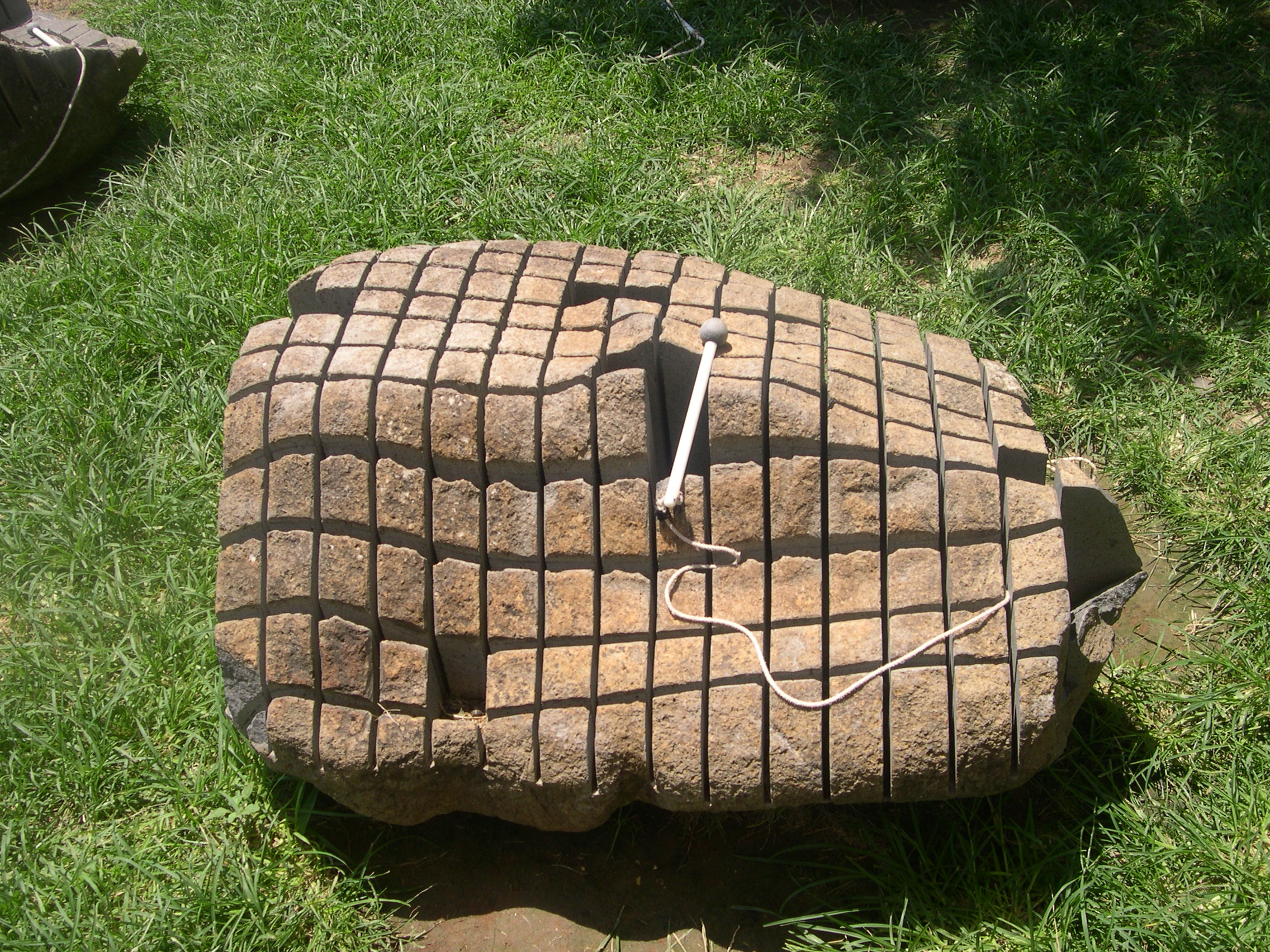
Le lithophone, ressemblant à un xylophone, mais en pierre, est un idiophone.

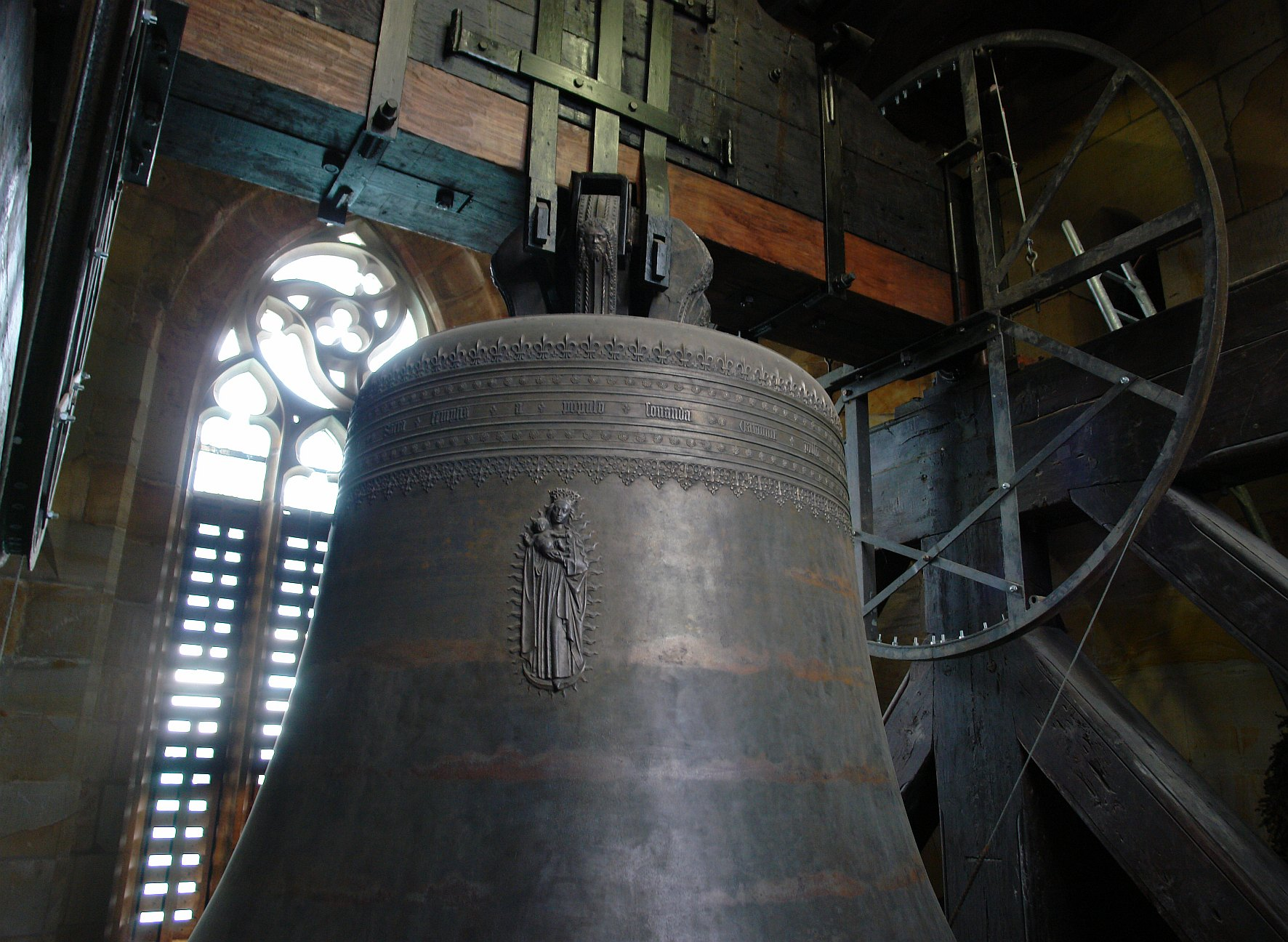
La vibration de Gloriosa, une cloche de la cathédrale d'Erfurt, dure près de six minutes.

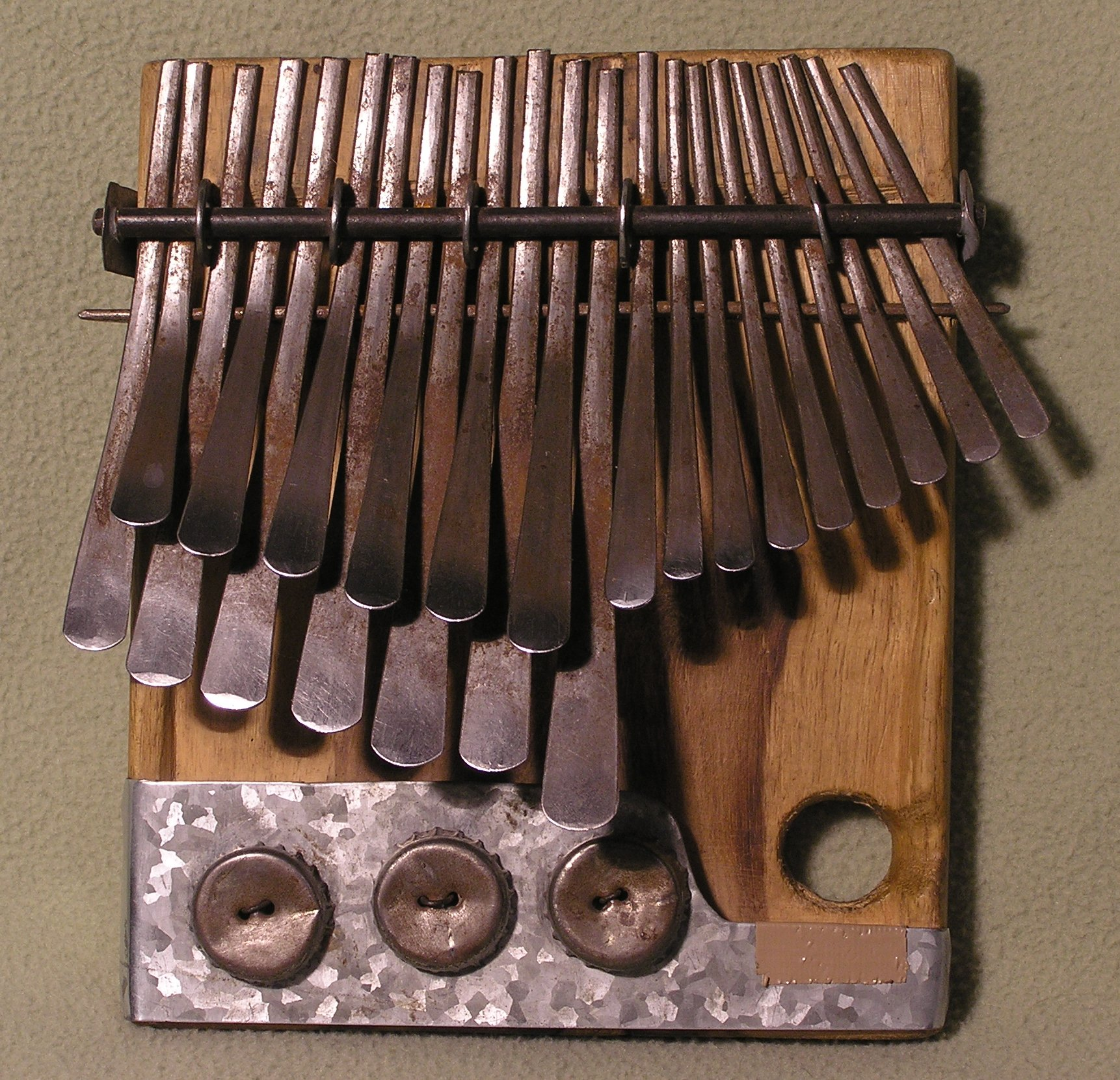
Une mbira dzavadzimu, instrument africain à lamelles.

Un idiophone, ou autophone, est un instrument de musique de la famille des percussions dont le son est produit par le matériau de l'instrument lui-même, lors d'un impact produit soit par un accessoire extérieur (comme une baguette), soit par une autre partie de l'instrument (comme des graines sur un filet qui l'entoure ou des battants de cloche). Le son une fois émis dans cet instrument auto-résonnant s'entretient lui-même pendant un certain temps.

## Terminologie
Le terme idiophone vient du grec idios, « soi-même ». Nombre de ces instruments présentent une structure simple, et c’est la totalité de l’instrument même (idio-) qui vibre, qui produit le son (phone).

## Histoire
Les idiophones sont probablement plus anciens que les membranophones en raison de la simplicité de leur conception. Ils forment certainement la famille instrumentale la plus représentée et la plus jouée dans le monde[réf. souhaitée].

## Description
Cette famille rassemble les instruments qui ne sont ni à cordes (cordophones), ni à membrane (membranophones), ni à vent (aérophones). Les matières — végétales, animales ou minérales, comme le bois, le bambou, la corne, le verre, le métal, la pierre ou encore le plastique — sont utilisées pour leur son propre. 

## Classifications

### Selon le mode d’excitation
Il existe sept modes principaux :
- par frappement : ce mode implique un élément frappant et un élément frappé, en général immobile (cloche, chapeau chinois (en)[2]) ;
- par raclement ;
- par entrechoc : les deux éléments, frappé et frappant, sont jumeaux et mobiles, l'un va à la rencontre de l'autre (castagnettes, cuillers, kashaka) ;
- par pilonnement : il s'agit en général d'un élément frappé par plusieurs percuteurs ;
- par secousse ;
- par pincement ;
- par frottement : certains idiophones à entrechoc peuvent parfois entrer dans ce mode en fonction de leur utilisation (c'est le cas des cymbales qui peuvent tout autant être entrechoquées ou frappées que frottées).

### Selon la variété des sons
Parmi les instruments les plus représentatifs, on distingue les instruments mélodiques :
- les xylophones :
  - xylophones européens
  - marimba
  - balafon
  - xylophones d'Asie du Sud-Est
  - cajón
- les métallophones :
  - glockenspiel
  - vibraphone
  - hang
  - pan
  - Carillon tubulaire
  - célesta
- les tambours à fente
- le tambour d'eau
- les lithophones

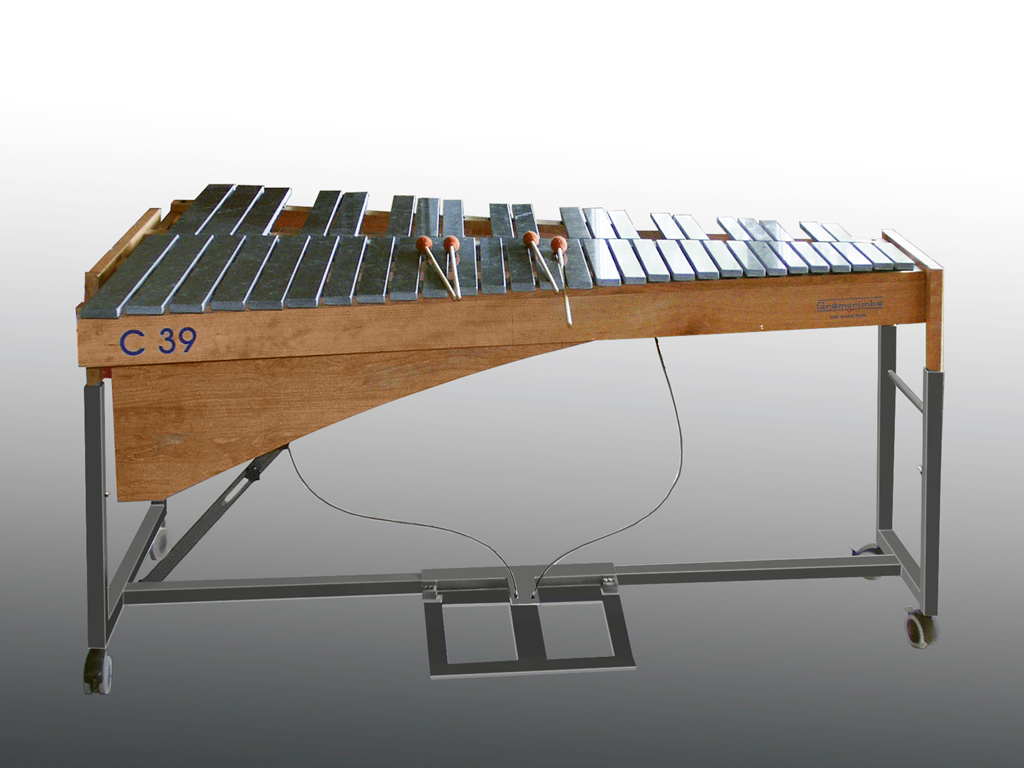
Lithophone
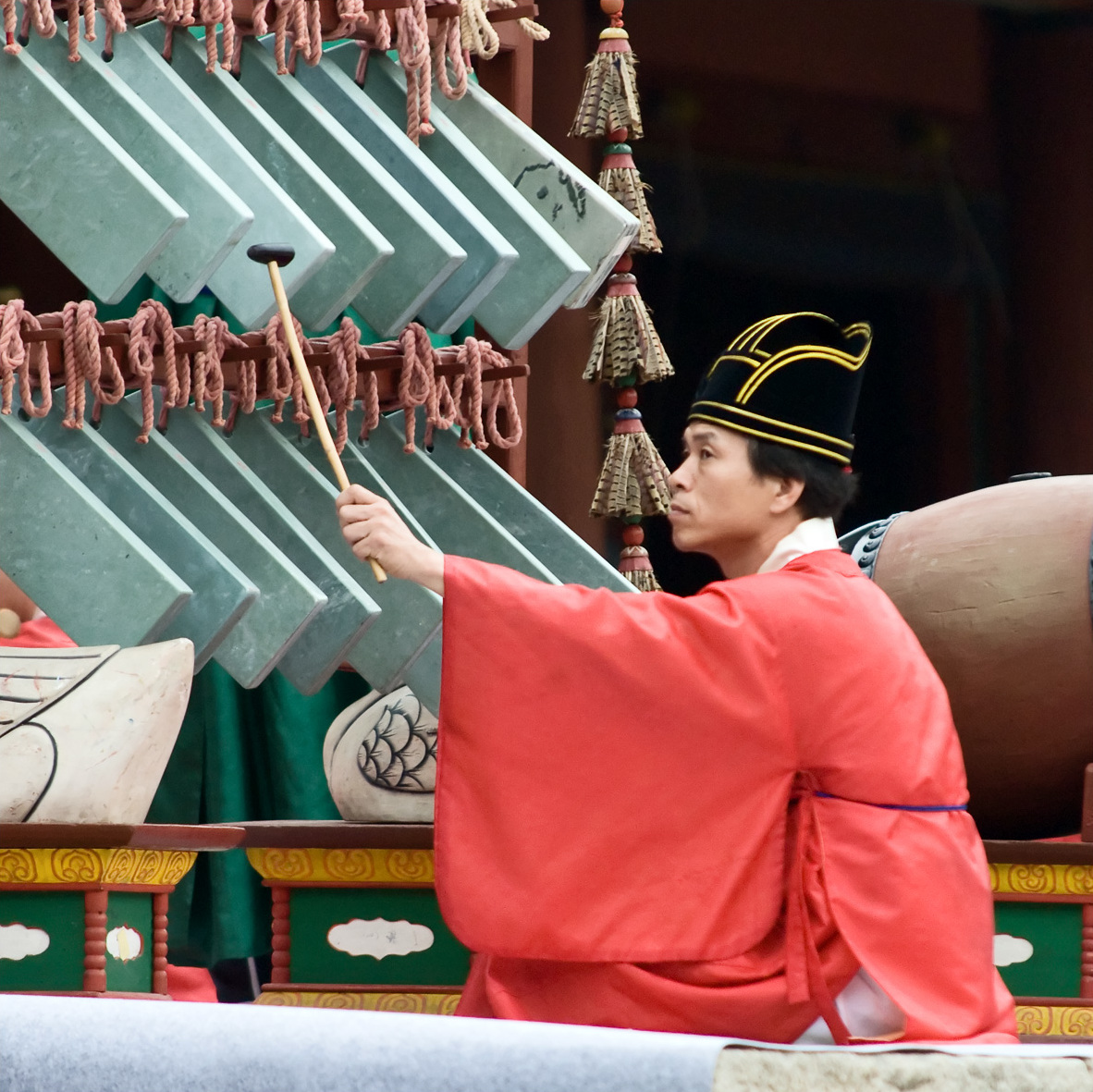
Lithophone, cérémonie Jongmyo, Séoul
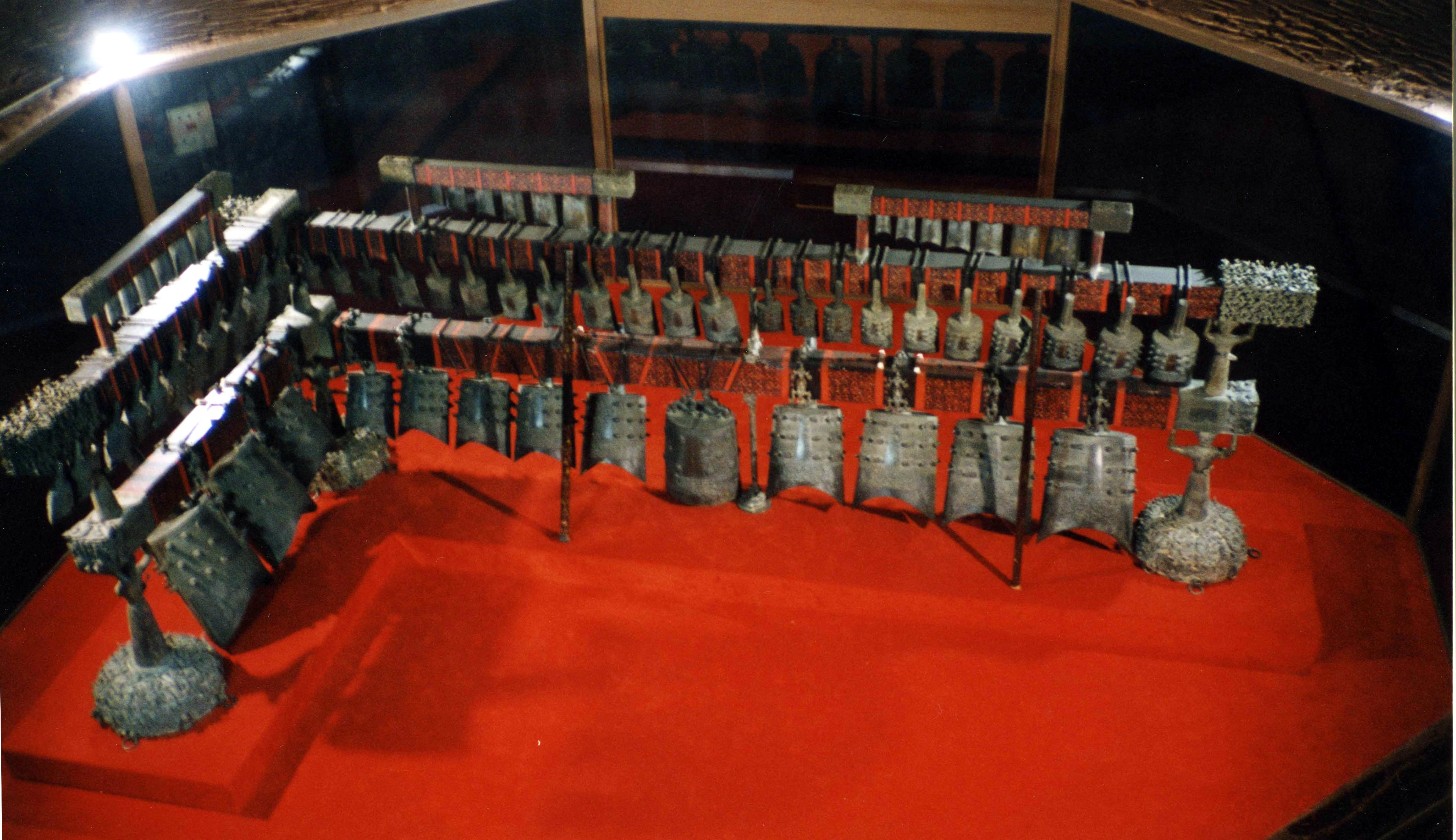
Bianzhong
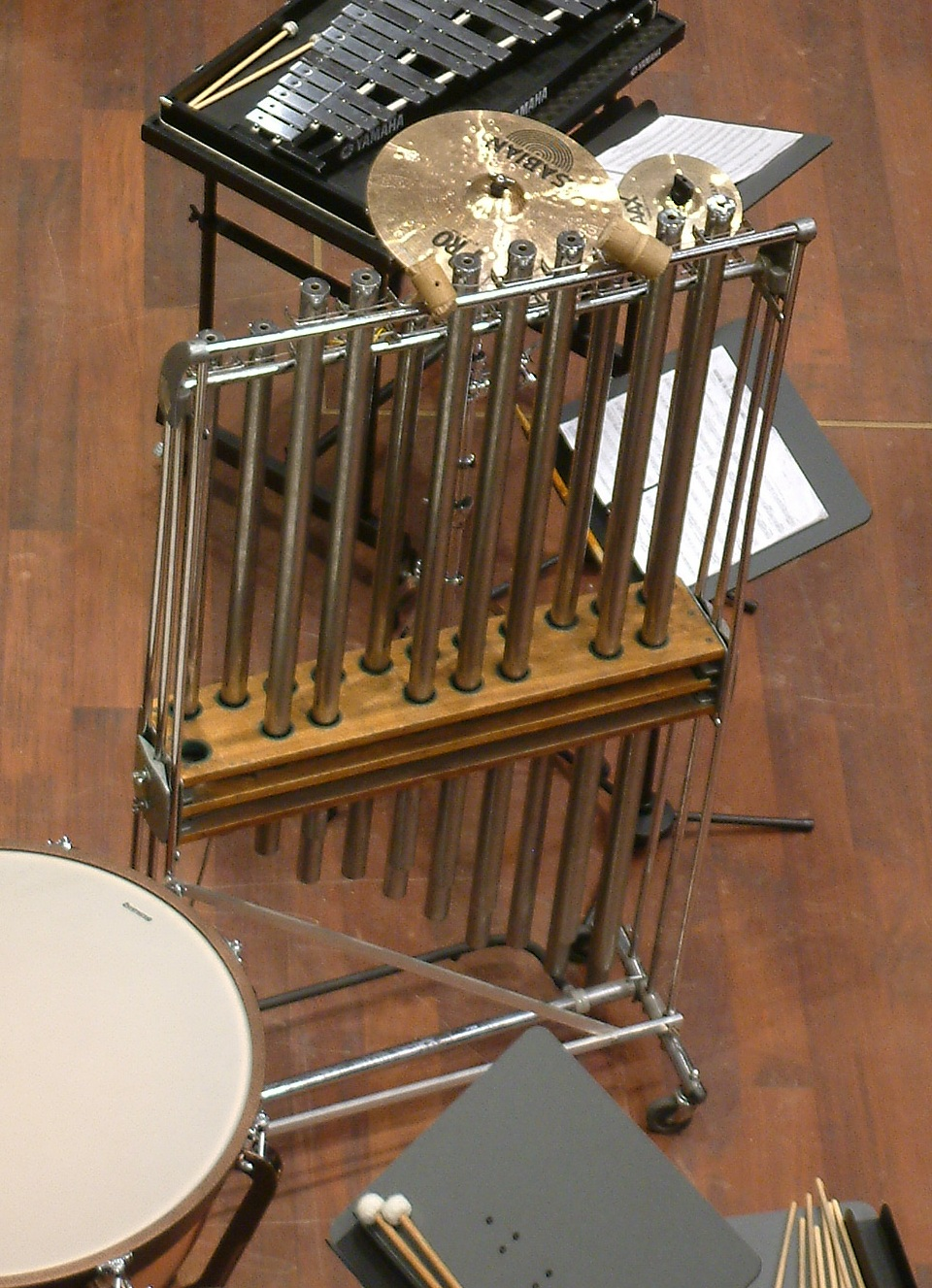
Carillon tubulaire
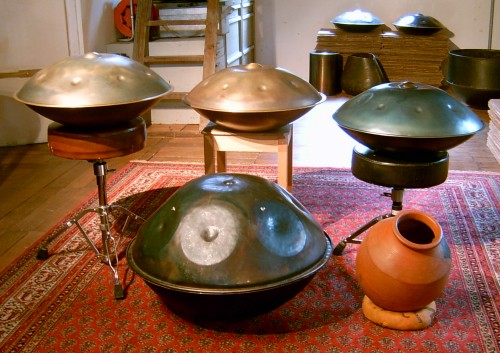
Hang

Et les autres idiophones qui ne donnent pas plus d'une note. Ils sont parfois plus petits mais tout aussi connus, même si souvent secondaires dans un ensemble orchestral :
- Le triangle
- Les castagnettes
- Les cloches
- Les claves
- La cymbale
- Les sagattes
- Le gong
- Le güiro
- La guimbarde
- Les maracas
- Le scabellum
- Le wood-block

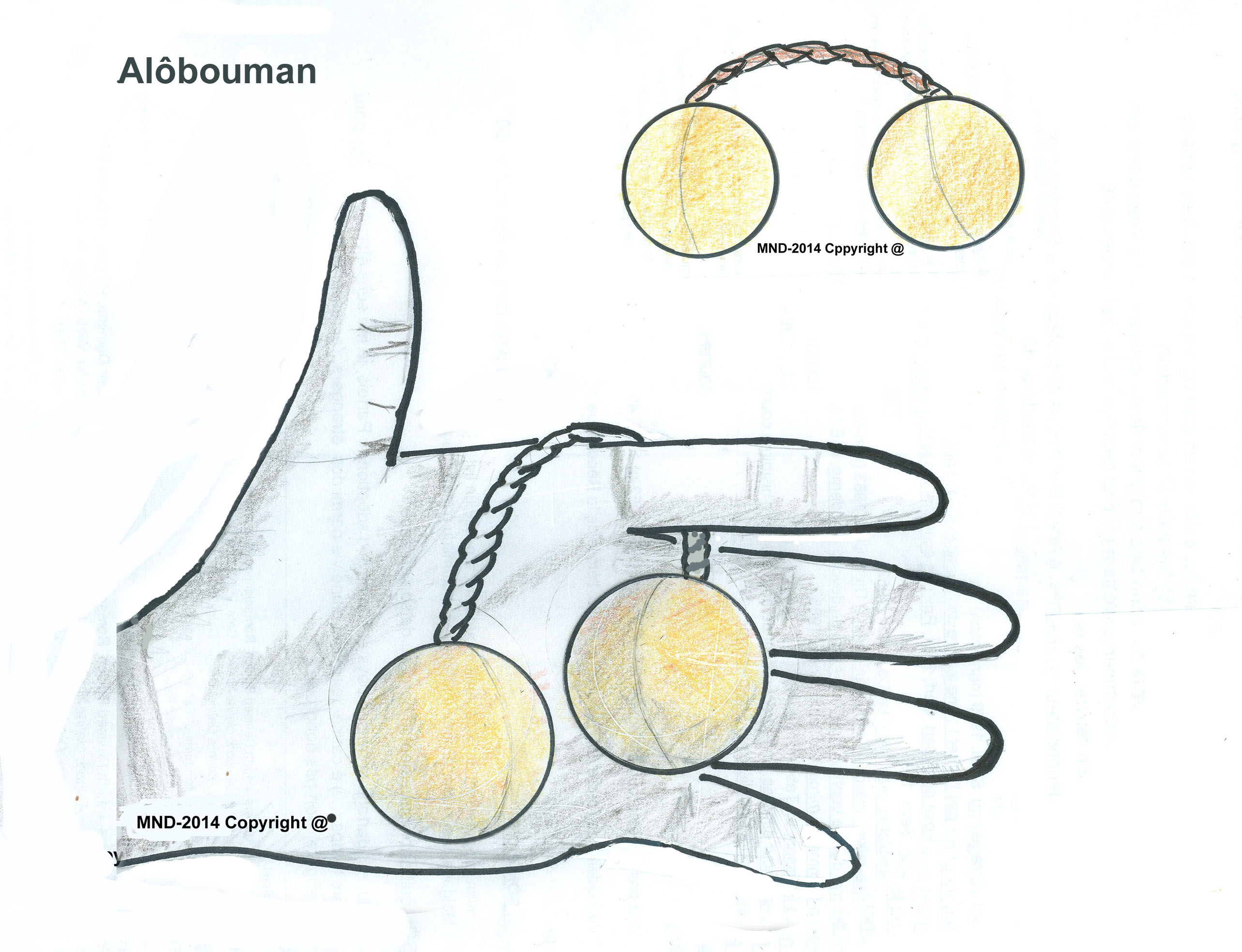
Abôlouman
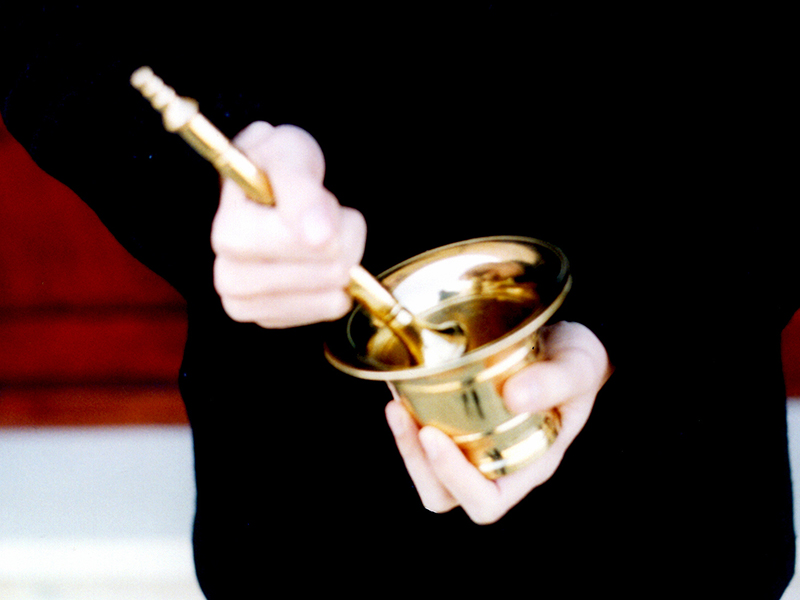
Almaiz (basque)
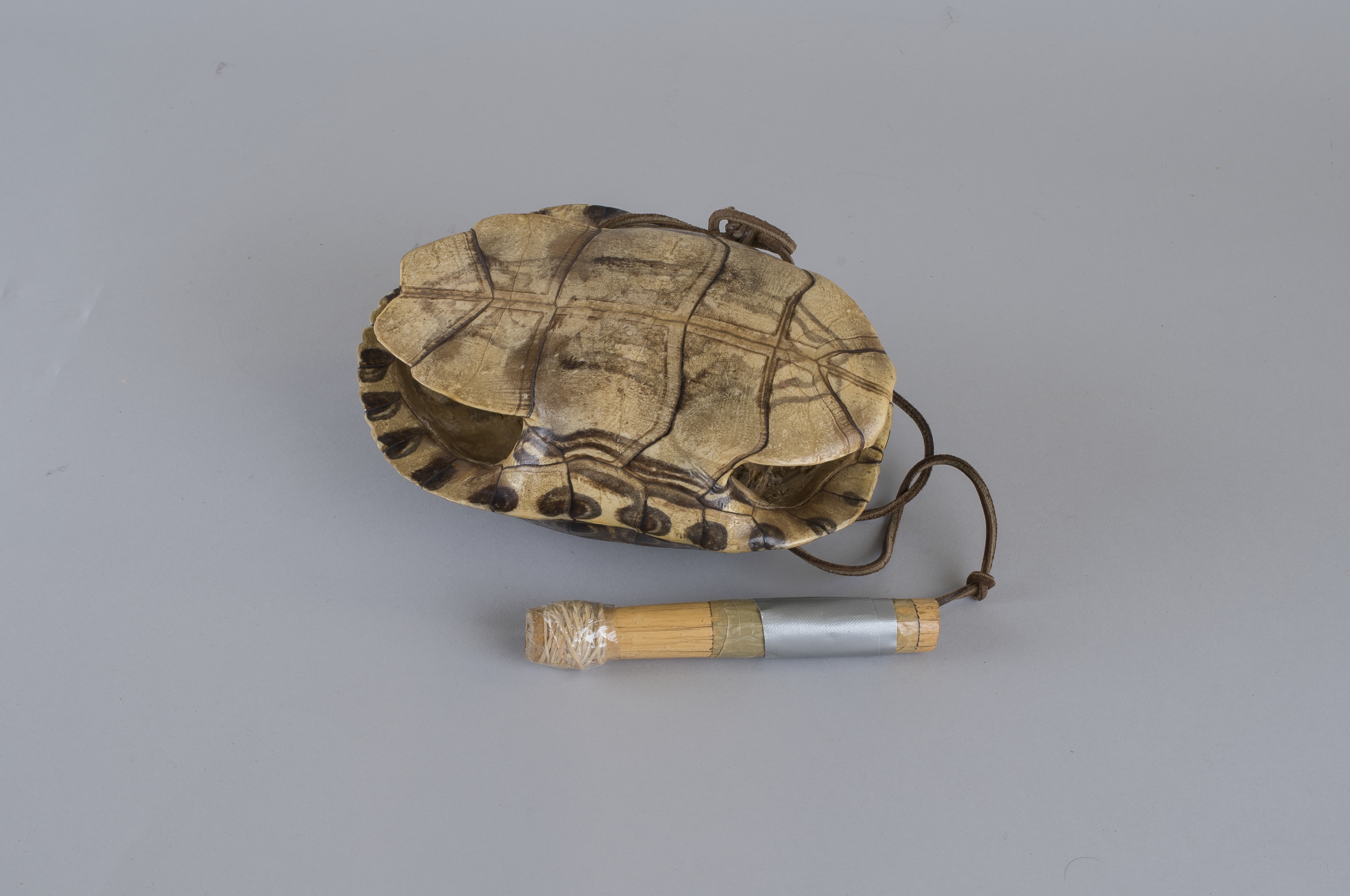
Ayotl (Guatemala)
Bouteille et petite cuillère

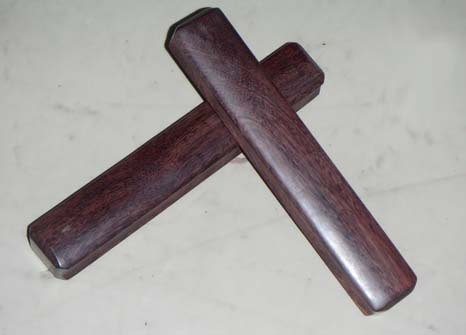
Claves
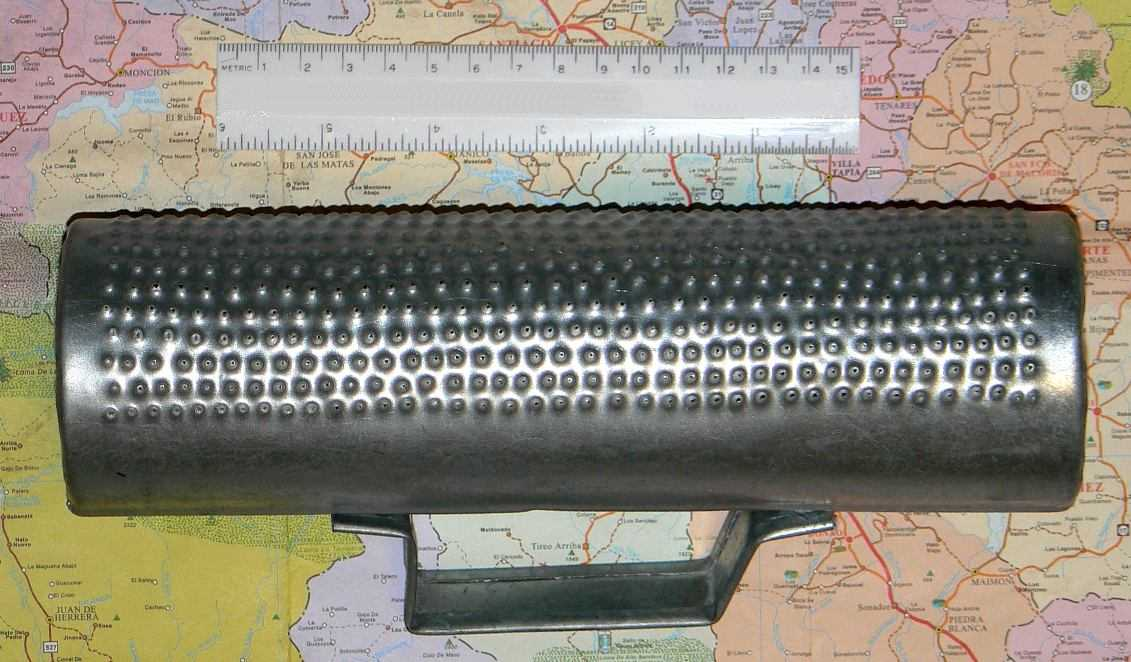
Güiro (Caraïbes, Cuba, Haïti)
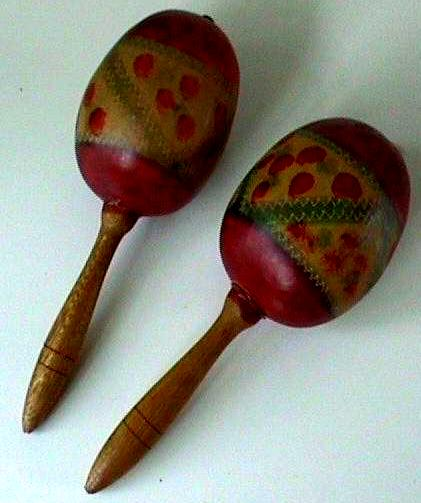
Maracas
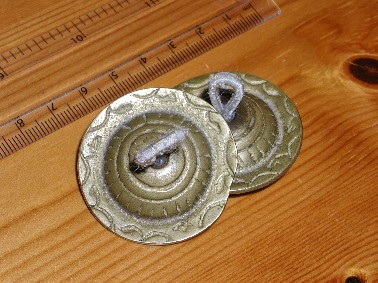
Sagattes / Zil
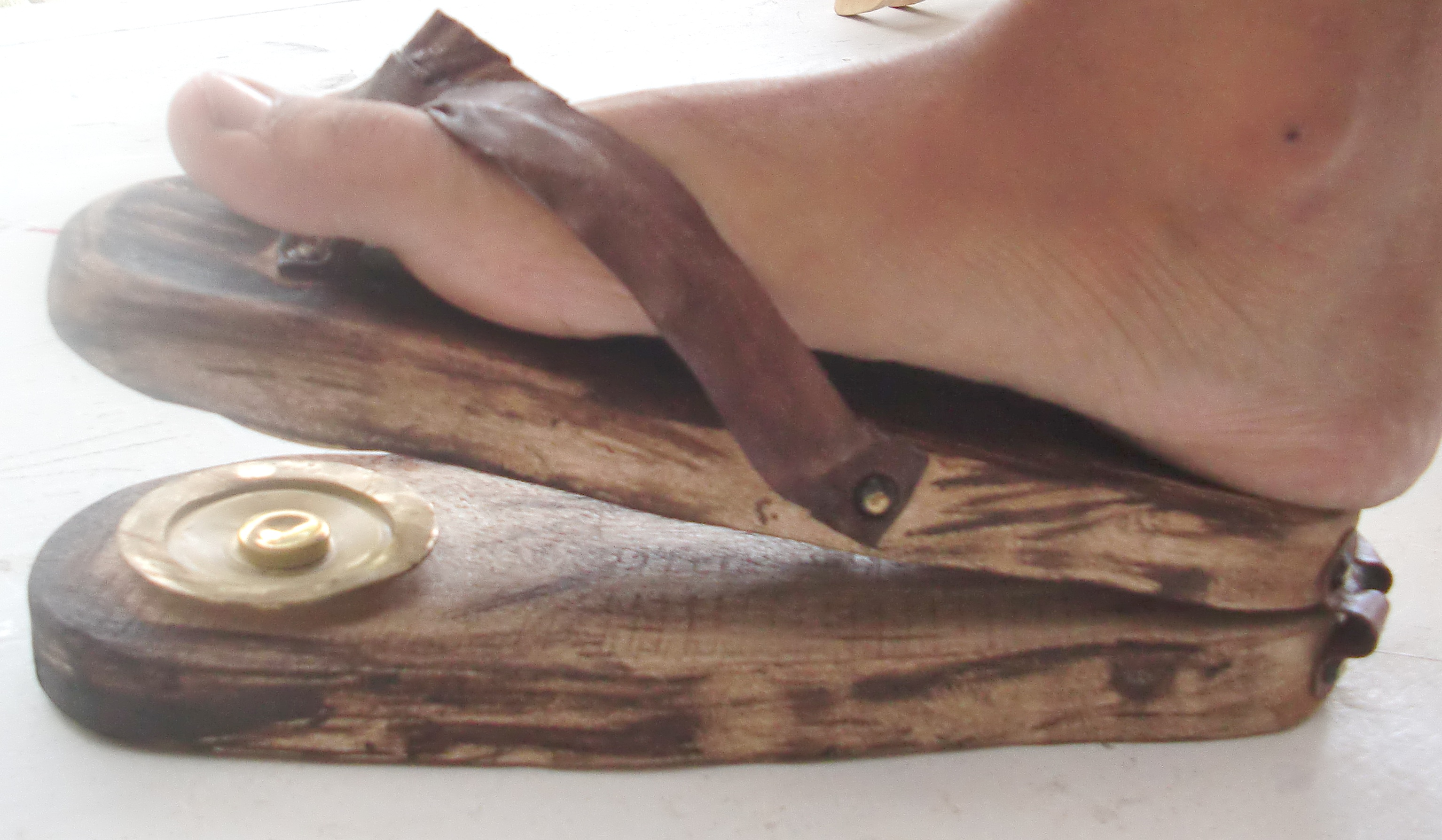
Scabellum

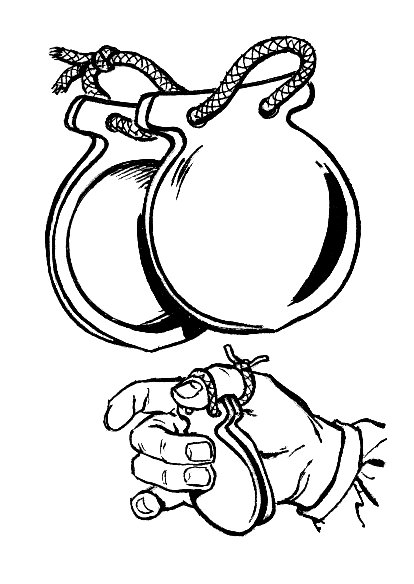
Castagnettes
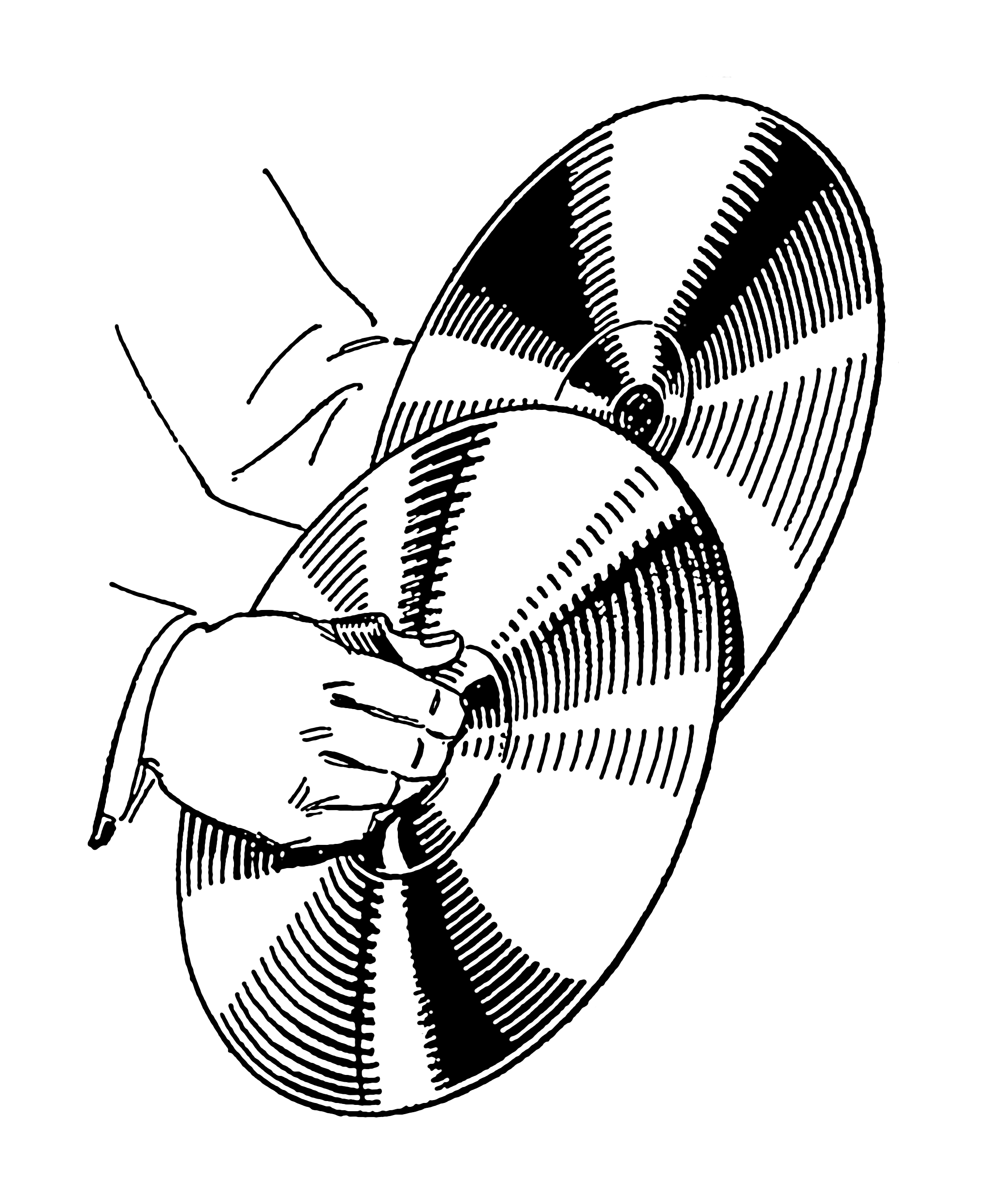
Cymbales
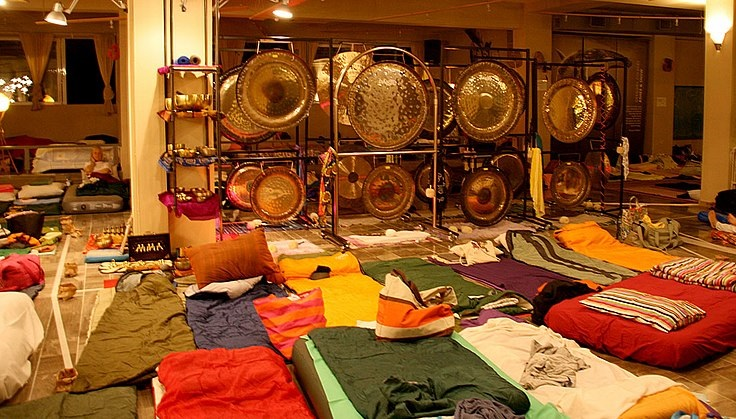
Gongs
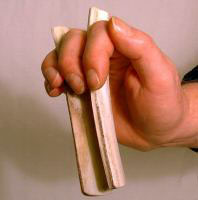
Os (instrument)
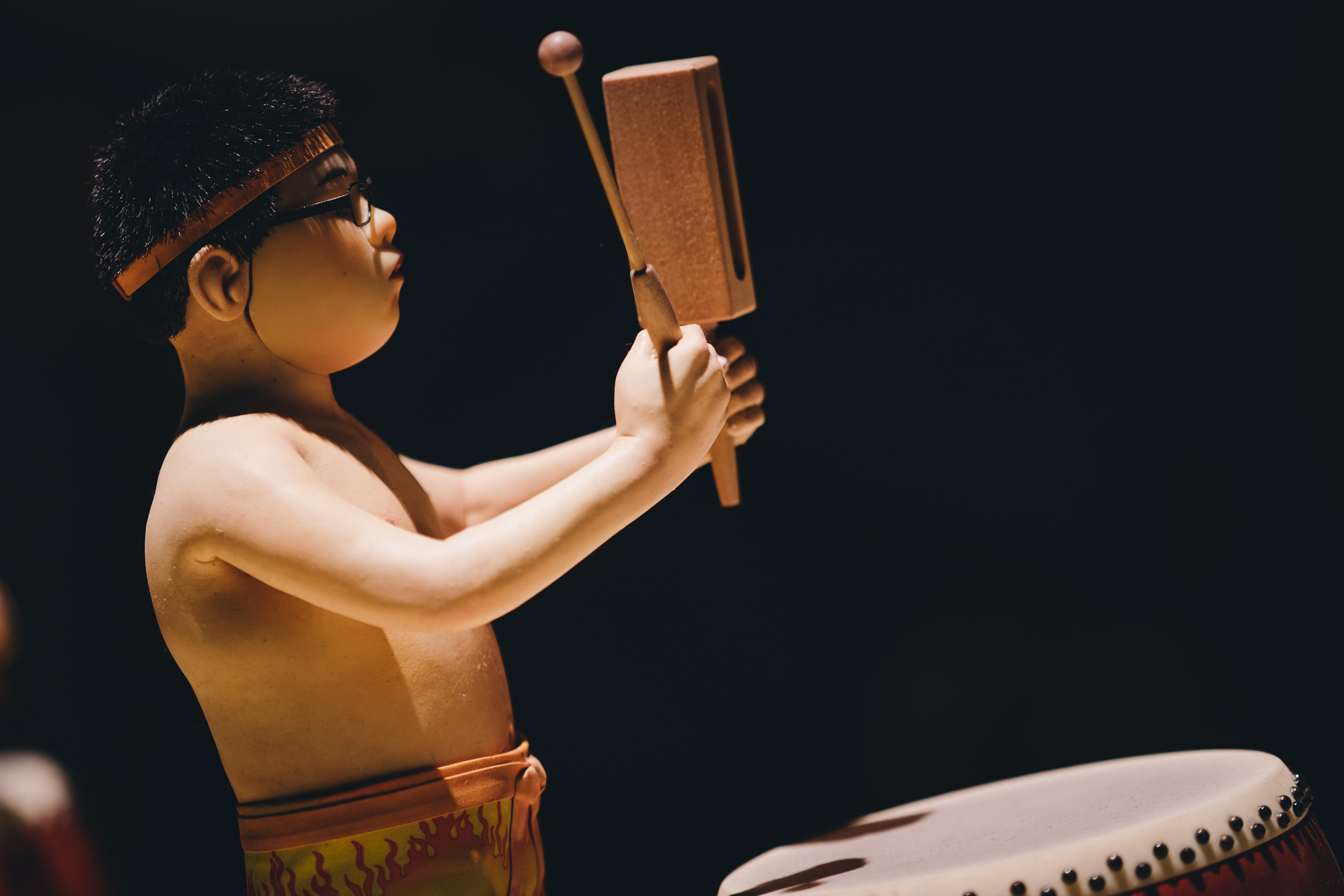
Wood-block